# Falvy Zoltán
Falvy Zoltán (Budapest, 1928. augusztus 28. – 2017. június 15.) magyar zenetörténész.

## Élete
Tanulmányait az Állami Zenekonzervatóriumban (zeneszerzés, orgona), a Zeneművészeti Főiskolán (iskolai zene), és az Eötvös Loránd Tudományegyetem Bölcsésztudományi Karán (magyar-történelem-könyvtár) végezte.
1952 és 1961 között az Országos Széchényi Könyvtár Zeneműtárának a munkatársa, 1961 és 1969 között a Magyar Tudományos Akadémia Bartók Archívumának tudományos titkára volt. 1969-től a Zenetörténeti Múzeumban vezetőként dolgozott. 1969 és 1973 között osztályvezető, 1973 és 1978 között igazgatóhelyettes, 1980 és 1998 között az intézet igazgatója volt. Tudományos kutatásának főként a középkori zenére, a magyarországi és európai gregorián összefüggéseire és a trubadúrok hazai működésére terjedt ki.

## Fontosabb művei
- A Gráci antifonárium. Magyar zenetörténeti emlék a XII. századból; Akadémiai. Ny., Bp., 1956 (Az Országos Széchényi Könyvtár kiadványai)
- A Linus-féle XVIII. századi táncgyűjtemény (1957)
- A magyar zenetörténet képeskönyve (1960, Keresztury Dezsővel és Vécsey Jenővel)
- Codex Albensis (1963, Mezey Lászlóval)
- Drei Reimoffizien aus Ungarn und ihre Musik (1968)
- A magyar zene története (1980)
- Mediterranean Culture and Troubadur Music (1986)
- Studies in Central and Eastern European Music (1986)

## Díjai, elismerései
- Akadémiai díj (1964)